# موسیقی آکوستیک
موسیقی آکوستیک (انگلیسی: Acoustic music) نوعی موسیقی است که صرفاً یا در درجهٔ اول، به‌جای استفاده از شیوه‌های الکتریک یا الکترونیک، بر استفاده از سازهایی که از طریق شیوه‌های آکوستیک تولید صوت می‌کنند تمرکز می‌کند. با وجود این که تمام انواع موسیقی در گذشته آکوستیک بوده، پس‌نام «موسیقی آکوستیک» پس از ظهور سازهای الکتریک، همچون گیتار الکتریک، ویولن الکتریک و سینث‌سایزر، به وجود آمد. سازهای زهی آکوستیک برای مدتی طولانی زیرمجموعه‌ای از موسیقی عامه‌پسند و موسیقی فولکلور بوده‌اند. استفاده از شیوه‌های آکوستیک در تقابل با انواع مختلف دیگر موسیقی در دوره‌های مختلف، همچون گروه بزرگ در دورهٔ قبل از راک و موسیقی الکتریک در دورهٔ راک بوده‌است.